# Чемпионат Ленинграда по футболу 1934
Чемпионат Ленинграда по футболу 1934  стал ХХХIV-м первенством города.
Чемпионат был  проведен спортивными секциями при Ленинградском областном совете профессиональных союзов (ЛОСПС) и Ленинградском областном совете физической культуры (ЛОСФК) как единое первенство — высшая группа (в этом сезоне носившая название «первая группа») разыгрывала первенство Ленинграда, все остальные группы — первенство ЛОСПС.
Победителем в старшей (I) группе среди первых команд стала команда «Красная заря».

## Организация и проведение турнира
Чемпионат проводился в 11 основных и трех так называемых «литерных» группах численностью до 9 клубов каждая (всего 103 клуба), выставлявших в старших группах по 5 команд (всего 404 команды и свыше 7 тысяч футболистов). Чемпионы определялись по каждой из команд и в «клубном зачете» с учетом дифференцированного числа очков в зависимости от старшинства команды.
Первоначально спортивный календарь предполагал проведение отдельного двухкругового весеннего первенства, которое стартовало 19 мая. Однако чрезмерная занятость ведущих футболистов в различных сборных командах (подготовка и участие в Матче трех городов, междугородних и международных матчах и профсоюзных соревнованиях, пришедшихся на указанный период), а также увлечение так называемой «поездкоманией» (когда практически все команды отправлялись в турне из коммерческих соображений, формально обосновывая их необходимостью развития футбола в регионах, не сообразуясь при этом с календарем первенства города, на что в футбольном руководстве «закрывали глаза») привели к фактическому срыву проведения весеннего первенства (особенно среди главных команд — так, первые команды «Красной зари» и «Динамо» сыграли всего три и два матча соответственно).
В результате весеннее первенство было объявлено сначала первым кругом осеннего первенства, но даже и в этом качестве оно завершено не было; в конечном итоге состоявшиеся матчи не были учтены как соревновательные. Единственным спортивным результатом его было определение команд второй группы, допущенных к участию в сильнейшем дивизионе (пополненном с 6 до 9 клубов).
Таким образом, в первой (I) группе выступали 9 клубов:
- «Динамо»
- «Красная заря»
- «Большевик»
- Завод им.Энгельса
- ЛОС
- «Балтвод»
- «Промкооперация» — переведен по итогам весеннего круга из II группы
- Завод им.Сталина — переведен по итогам весеннего круга из II группы
- ЛДКА — новообразованный клуб, представляющий военное ведомство; включен решением ЛОСФК сразу в I группу

## Ход турнира (I группа, первые команды)
Чемпионат стартовал 18 августа. Игры прошли в один круг.
Две сильнейшие команды Ленинграда — «Красная заря» и «Динамо» — в целом достаточно уверенно прошли чемпионат, не потеряв ни одного очка в матчах с остальными участниками. «Досрочный финал» был разыгран уже в третьем туре: футболисты «Красной зари» в упорном матче одержали победу (3:2) и полученное преимущество до конца турнира не упустили.

### Турнирная таблица
Начисление очков: победа — 2, ничья — 1, поражение — 0, неявка — -2. Для «клубного зачета» игры первых команд имели повышающий коэффициент, учитывающий их важность сравнительно с «младшими» командами — в 1934 году он был принят равным 14. Таким образом, победа первой команды приносила в «клубный зачет» 28 очков, ничья — 14, поражение — 0 (по сравнению, например, с V командой — 3, 1½, 0 очков соответственно).
| № | Команды           | 1   | 2   | 3   | 4   | 5   | 6   | 7   | 8   | 9   | В | Н | П | М       | О  |
| - | ----------------- | --- | --- | --- | --- | --- | --- | --- | --- | --- | - | - | - | ------- | -- |
|   | «Красная заря»    |     | 3:2 | 5:2 | 3:1 | 4:0 | 5:0 | 3:2 | 2:1 | 6:1 | 8 | 0 | 0 | 31 — 9  | 16 |
|   | «Динамо»          | 2:3 |     | 2:1 | 4:0 | 5:1 | 2:1 | 6:1 | 3:1 | 9:0 | 7 | 0 | 1 | 33 — 8  | 14 |
|   | «Промкооперация»  | 2:5 | 1:2 |     | 2:0 | 5:1 | 3:3 | 4:0 | 3:2 | 1:0 | 5 | 1 | 2 | 21 — 13 | 11 |
| 4 | Завод им.Сталина  | 1:3 | 0:4 | 0:2 |     | 7:2 | 4:1 | 2:0 | 2:1 | 4:1 | 5 | 0 | 3 | 20 — 14 | 10 |
| 5 | «Большевик»       | 0:4 | 1:5 | 1:5 | 2:7 |     | 3:2 | 3:1 | 2:0 | 4:2 | 3 | 0 | 5 | 16 — 26 | 6  |
| 6 | «Балтвод»         | 0:5 | 1:2 | 3:3 | 1:4 | 2:3 |     | 2:4 | 4:3 | 0:0 | 2 | 2 | 4 | 13 — 24 | 6  |
| 7 | ЛОС               | 2:3 | 1:6 | 0:4 | 0:2 | 1:3 | 4:2 |     | 0:0 | 6:1 | 2 | 1 | 5 | 14 — 21 | 5  |
| 8 | Завод им.Энгельса | 1:2 | 1:3 | 2:3 | 1:2 | 0:2 | 3:4 | 0:0 |     | 2:1 | 1 | 1 | 6 | 10 — 17 | 3  |
| 9 | ЛДКА              | 1:6 | 0:9 | 0:1 | 1:4 | 2:4 | 0:0 | 1:6 | 1:2 |     | 0 | 1 | 7 | 6 — 32  | 1  |

### Потуровая таблица
Положение команд указано после каждого тура с учетом количества фактически набранных очков (в случае их равенства — соотношения мячей); в течение турнира команды могли иметь разное число проведенных матчей.
| № тура / Команда  | 1              | 2 | 3 | 4 | 5 | 6 | 7 | 8 | 9 | 10 |   |
| ----------------- | -------------- | - | - | - | - | - | - | - | - | -- | - |
| № тура / Команда  | «Красная заря» | 4 | 2 | 1 | 1 | 1 | 2 | 2 | 2 | 2  | 1 |
| «Динамо»          | 3              | 3 | 3 | 3 | 2 | 1 | 1 | 1 | 1 | 2  |   |
| «Промкооперация»  | 1              | 1 | 2 | 2 | 3 | 3 | 3 | 3 | 3 | 3  |   |
| ЗиС               | 9              | 9 | 9 | 6 | 5 | 5 | 4 | 4 | 4 | 4  |   |
| «Большевик»       | 2              | 4 | 4 | 4 | 4 | 4 | 5 | 5 | 5 | 5  |   |
| «Балтвод»         | 6              | 6 | 7 | 8 | 6 | 8 | 6 | 7 | 7 | 6  |   |
| ЛОС               | 8              | 5 | 6 | 7 | 7 | 6 | 8 | 6 | 6 | 7  |   |
| Завод им.Энгельса | 5              | 7 | 5 | 6 | 8 | 7 | 7 | 8 | 8 | 8  |   |
| ЛДКА              | 7              | 8 | 9 | 9 | 9 | 9 | 9 | 9 | 9 | 9  |   |

### Матчи
| 18 авг | «Динамо» | 2:1     | «Балтвод» | «Динамо» |
|        |          | (отчёт) |           |          |

| 18 авг                                                  | «Промкооперация» | 4:0     | ЛОС | Коломяги |
|                                                         |                  | (отчёт) |     |          |
| «Промкооперация»: ... В.Шелагин, Мурашев, Е.Шелагин ... |                  |         |     |          |

| ~19 авг                                       | «Красная заря»      | 2:1     | Завод им.Энгельса | Стадион строителей            |
|                                               | - И.Смирнов 24′ 63′ | (отчёт) | - 29′ ?           | Зрителей: ~5000 Судья: Н.Усов |
| «Красная заря»: Лихвинцев - ... И.Смирнов ... |                     |         |                   |                               |

| ~19 авг                                              | «Большевик» | 4:2     | ЛДКА |               |
|                                                      |             | (отчёт) |      | Судья: Н.Усов |
| ЛДКА: ... Ольшанский, В.Бодров - ... Ал.Ларионов ... |             |         |      |               |

| ~25 авг | «Динамо» | 5:1     | «Большевик» | «Спартак» Володарского района |
|         |          | (отчёт) |             |                               |

| ~25 авг | ЛОС | 4:2     | «Балтвод» | Коломяги |
|         |     | (отчёт) |           |          |

| ~25 авг                     | «Красная заря» | 6:1     | ЛДКА |  |
|                             |                | (отчёт) |      |  |
| ЛДКА: Красовский - Ежов ... |                |         |      |  |

| ~27 авг | «Промкооперация» | 2:0 | Завод им.Сталина |  |

| ~1 сен | «Красная заря»                        | 3:2     | «Динамо»              | «Стадион им.Ленина»            |
| | - П.Григорьев 10′ 55′ - И.Смирнов 60′ | (отчёт) | - 35′ 75′ Вик.Федоров | Зрителей: 20 000 Судья: Н.Усов |
| «Красная заря»: Лихвинцев - В.Топталов, Н.Топталов - П.Бодров, В.Лемешев, К.Лемешев - П.Григорьев, Пав.Артемьев, Кавокин, И.Смирнов, Александров «Динамо»: Н.Соколов - Юденич, А.Кузьмин - Пав.Попов, Батырев, Вал.Федоров - Светлов, П.Дементьев, М.Бутусов, Вик.Федоров, С.Егоров |                                       |         |                       |                                |

| ~1 сен | Завод им.Энгельса | 2:1     | ЛДКА |  |
|        |                   | (отчёт) |      |  |

| ~1 сен | «Промкооперация» | 3:3     | «Балтвод» |  |
|        |                  | (отчёт) |           |  |

| ~1 сен | «Большевик» | 3:1     | ЛОС |  |
|        |             | (отчёт) |     |  |

| ~8 сен | «Красная заря»                                            | 3:2     | ЛОС                            | Коломяги                          |
| | - ~10′ Кавокин - 78′ (пен.) В.Топталов - 79′ Пав.Артемьев | (отчёт) | - 5′ (пен.) Мишук - 55′ Кусков | Зрителей: ~10 000 Судья: Михайлов |
| «Красная заря»: Лихвинцев - В.Топталов, Н.Топталов - П.Бодров, В.Лемешев, К.Лемешев - П.Григорьев, Пав.Артемьев, Кавокин, И.Смирнов, Александров ЛОС: Алексеев - Салостин, Данилюк - Мишук, Забелин, Зябликов - Соловьев, Язев, В.Федоров, Кусков, П.Смирнов |                                                           |         |                                |                                   |

| ~8 сен                                                                                     | «Динамо»                                          | 3:1     | Завод им.Энгельса | Стадион мукомолов, Удельная |
|                                                                                            | - ~5′ Светлов - ~10′ М.Бутусов - ~80′ П.Дементьев | (отчёт) | - ~20′ Ярцев      |                             |
| «Динамо»: ... Светлов, П.Дементьев, М.Бутусов ... Завод им.Энгельса: ... Ярцев, Исаков ... |                                                   |         |                   |                             |

| ~8 сен                                                                                 | Завод им.Сталина | 4:1     | «Балтвод» |  |
|                                                                                        |                  | (отчёт) |           |  |
| Завод им.Сталина: Шорец - ... Ивин ... «Балтвод»: ... Киселев, Феоктистов, Елисеев ... |                  |         |           |  |

| ~8 сен | «Промкооперация» | 5:1     | «Большевик» |  |
|        |                  | (отчёт) |             |  |

| 3 окт | ЛДКА | 0:0     | «Балтвод» | «Красный треугольник» |
| |      | (отчёт) |           |                       |
| ЛДКА: Дроздов - Кувшинский, Ежов - Воронин, Ольшанский, В.Бодров - Одинцов, Бугров, Ал.Ларионов, П.Кудрявцев, Аксенов · «Балтвод»: Солнцев - Киселев, Залетов - К.Петров ~80', Феоктистов, Осипов - Поташинский, Поставнин, Елисеев, Сазонов, А.Дементьев |      |         |           |                       |

| 3 окт                                  | «Большевик»                   | 2:0     | Завод им.Энгельса | «Красный треугольник» |
|                                        | - Гинько 70′ - С.Строков ~72′ | (отчёт) |                   |                       |
| «Большевик»: ... Гинько, С.Строков ... |                               |         |                   |                       |

| 4 окт                                                                             | «Динамо»                                                      | 4:0     | Завод им.Сталина |  |
|                                                                                   | - П.Дементьев (1)′ (2)′ - Вик.Федоров (3)′ - Ивин (4)′ (авт.) | (отчёт) |                  |  |
| «Динамо»: ... П.Дементьев, Вик.Федоров ... Завод им.Сталина: Шорец - ... Ивин ... |                                                               |         |                  |  |

| 6 окт | Завод им.Сталина | 7:2     | «Большевик»     |  |
| |                  | (отчёт) | - (пен.) (пен.) |  |
| Завод им.Сталина: Шорец - К.Иванов, Шмарин - Ан.Иванов, Ивин, Н.Родионов - Соколов, Лаврентьев, Абакумов, Шибалов, Донин |                  |         |                 |  |

| 6 окт | «Красная заря»                                                                   | 5:2     | «Промкооперация»                |                  |
| | - П.Григорьев 25′ - И.Смирнов 28′ 75′ - В.Топталов 83′ (пен.) - Пав.Артемьев 86′ | (отчёт) | - 15′ Н.Артемьев - 65′ Некрасов | Судья: В.Бутусов |
| «Красная заря»: Лихвинцев - В.Топталов, Н.Топталов - К.Лемешев ~70', В.Лемешев, Уннам - П.Григорьев, Пав.Артемьев, Кавокин, И.Смирнов, К.Николаев · «Промкооперация»: Рябинин - Шустов, Дубин - Воронин, Телегин, Поляков - Некрасов, Н.Артемьев, Мурашев, В.Шелагин, А.Иванов |                                                                                  |         |                                 |                  |

| 7 окт                                             | «Динамо» | 9:0     | ЛДКА          |  |
|                                                   |          | (отчёт) | - П.Дементьев |  |
| «Динамо»: ... Юденич , М.Бутусов, П.Дементьев ... |          |         |               |  |

| 7 окт                                                                            | ЛОС            | 0:0     | Завод им.Энгельса |  |
|                                                                                  | - Ярцев (пен.) | (отчёт) | - (пен.) Никонов  |  |
| ЛОС: ... Ярцев ... · Завод им.Энгельса: ... Волков 75', Исаков 75', Н.Никонов... |                |         |                   |  |

| 11 окт                                                                                                   | «Балтвод»                    | 2:3     | «Большевик»                                      |  |
| | - 15′ Елец - 90′ А.Дементьев | (отчёт) | - 46′ С.Строков - 56′ Гедле - 80′ (авт.) Киселев |  |
| «Балтвод»: Осипов - ... Киселев - ...Елисеев, Елец, А.Дементьев... «Большевик»: ... С.Строков, Гедле ... |                              |         |                                                  |  |

| 12 окт | Завод им.Сталина     | 2:0     | ЛОС | КСИ |
| | - Лаврентьев 23′ 63′ | (отчёт) |     |     |
| Завод им.Сталина: Шорец - К.Иванов, Шаповалов - Ан.Иванов, Ивин, Н.Родионов - Шмарин, Лаврентьев, Абакумов, Шибалов, Донин ЛОС: Алексеев - Салостин, Данилюк - Мишук, Забелин, Зябликов - Титов, Штауб, В.Федоров, Кусков, Язев |                      |         |     |     |

| 12 окт                                                                                              | «Промкооперация»                               | 3:2     | Завод им.Энгельса       |  |
| | - Телегин 1:0′ - Поляков 2:1′ - В.Шелагин 3:1′ | (отчёт) | - 1:1′ (пен.) 78′ Ярцев |  |
| «Промкооперация»: ... Телегин, Поляков, В.Шелагин ... Завод им.Энгельса: В.Алексеев - ... Ярцев ... |                                                |         |                         |  |

| 14 окт | «Красная заря»                    | 3:1     | Завод им.Сталина | КСИ                                 |
| | - И.Смирнов 45′ - Кавокин 70′ 80′ | (отчёт) | - 15′ Лаврентьев | Зрителей: ~10 000 Судья: В.Лукандер |
| «Красная заря»: Лихвинцев - К.Лемешев, В.Топталов - Коробков, В.Лемешев, П.Бодров - П.Григорьев, Пав.Артемьев, Кавокин, И.Смирнов, Александров Завод им.Сталина: Шорец - К.Иванов, Шаповалов - Ан.Иванов, Ивин, Н.Родионов - Горячев, Лаврентьев, Абакумов, Шибалов, Донин |                                   |         |                  |                                     |

| 15 окт | ЛОС | 6:1     | ЛДКА |  |
|        |     | (отчёт) |      |  |
| ЛДКА:  |     |         |      |  |

| 15 окт | «Динамо»                                   | 2:1     | «Промкооперация» | Стадион им.Ленина                 |
| | - П.Дементьев 15′ - Вик.Федоров 87′ (пен.) | (отчёт) | - 75′ В.Шелагин  | Зрителей: 4000 Судья: Е.Михельсон |
| «Динамо»: Н.Соколов - К.Егоров, Юденич - Пав.Попов 57', Батырев (82' С.Егоров), Вал.Федоров - Светлов, П.Дементьев, М.Бутусов, Б.Шелагин, Вик.Федоров · «Промкооперация»: Рябинин - Шустов, Дубин - Воронин, Телегин, Поляков - Шустов-II, Н.Артемьев, Мурашев, В.Шелагин, А.Иванов |                                            |         |                  |                                   |

| 18 окт                          | Красная заря | 5:0     | «Балтвод» |  |
|                                 |              | (отчёт) |           |  |
| «Балтвод»: Мехов (4:0' ?) - ... |              |         |           |  |

| 18 окт | «Динамо» | 6:1     | ЛОС |  |
|        |          | (отчёт) |     |  |

| 18 окт | «Промкооперация» | 1:0     | ЛДКА                |  |
|        | - Н.Артемьев 30′ | (отчёт) | - 88'(пен.) Аксенов |  |

| 18 окт | Завод им.Сталина                       | 2:1     | Завод им.Энгельса |  |
| | - Н.Родионов 21′ (пен.) - Абакумов 24′ | (отчёт) | - 16′ (авт.) Ивин |  |
| Завод им.Сталина: Шорец - К.Иванов, Шаповалов - Ан.Иванов, Ивин, Н.Родионов - Шанцев, Лаврентьев, Абакумов, Донин, Горячев |                                        |         |                   |  |

| ~24 окт                                                                                     | Завод им.Сталина                       | 4:1     | ЛДКА         | КСИ             |
|                                                                                             | - Лаврентьев ~6′ ~16′ 65′ - Донин ~44′ | (отчёт) | - ~5′ Князев | Зрителей: ~5000 |
| Завод им.Сталина: Шорец - ... Шаповалов, Шанцев, Лаврентьев, Донин ... ЛДКА: ... Князев ... |                                        |         |              |                 |

| ~24 окт | «Балтвод»                          | 4:3     | Завод им.Энгельса        |  |
| | - Елец 16′ - Поставнин 20′ 25′ 88′ | (отчёт) | - 1:1′ ? - 70′ 80′ Ярцев |  |
| «Балтвод»: Колядо - Киселев, Пав.Сорокин - К.Петров, Феоктистов, Осипов - Ласин, Елец, Елисеев, Поставнин, Яцков Завод им.Энгельса: В.Алексеев - Исаков, Тихонов - П.Будяков, Тихонов, М.Петров - А.И.Федоров, Волков, Ярцев, Исаков |                                    |         |                          |  |

| ~24 окт | «Красная заря» | 4:0     | «Большевик» |  |
| |                | (отчёт) |             |  |
| «Красная заря»: Кузьминский - В.Топталов, Н.Топталов - К.Лемешев, В.Лемешев, П.Бодров - П.Григорьев, Пав.Артемьев, Кавокин, И.Смирнов, Александров |                |         |             |  |

### Матч победителя со сборной
Традиционный выставочный матч победителя со сборной всех остальных команд турнира (своеобразная «инаугурация» нового чемпиона) состоялся 4 ноября: победитель первенства среди первых команд «Красная заря» обыграла сборную Ленинграда со счетом 2:1.
| 4 ноя | «Красная заря»                                       | 2:1     | Ленинград         | Стадион строителей                  |
| | - И.Смирнов 18′ - Кавокин 25′ - В.Топталов 83'(пен.) | (отчёт) | - 87′ (пен.) Ивин | Зрителей: 15 000 Судья: А.Гольдберг |
| Красная заря: Кузьминский - В.Топталов, Н.Топталов - К.Лемешев 75', В.Лемешев, П.Бодров - П.Григорьев, Пав.Артемьев, Кавокин, И.Смирнов, Александров · Ленинград: Шорец - Киселев, Поляков - Беляков, Ивин, Зябликов - А.И.Федоров, Елисеев, Мурашев, В.Федоров, Ярцев 75' |                                                      |         |                   |                                     |

## Клубный зачет

### I группа
Победители в «младших» командах
- II —  «Промкооперация»
- III —  «Балтвод»
- IV —  «Динамо»
- V —  «Динамо»

«Клубный зачет»
- Победитель —  «Динамо»;
- 2 место — «Красная заря»
- 3 место — «Промкооперация»

Ротация между группами осуществлялась на основе результатов «клубного зачета»: занявший последнее место Завод им.Энгельса перешел на будущий сезон во II группу, занявшие 7 и 8 места ЛДКА и ЛОС сыграли с победителями в «клубном зачете» во II группе ГИФК и «Красным путиловцем». По итогам турнира в один круг (в «клубном зачете», при этом учитывались уже сыгранные матчи в своих группах) право в будущем сезоне выступать в I группе завоевали клубы ЛОС и ГИФК.

### «Младшие» группы
«Клубный зачет»
- II —  ГИФК
- III — Завод им.Кулакова
- IV — «Двигатель»
- V — «Красный октябрь»
- VI — 5-й район Октябрьской ЖД
- VII — завод «Прогресс»
- VIII — «Красный ткач»
- IХ — завод «Марксист»
- Х — Связь
- ХI — Водотрансприбор

## Комментарии
1. ↑  19 мая был начат весенний чемпионат, который по ходу проведения был преобразован в первый круг осеннего первенства. Но все матчи его не были сыграны; результаты матчей первой (старшей группы) при определении чемпиона соревновательного значения не имели; матчи команд второй группы только определили двух участников, которыми была пополнена старшая группа.
2. ↑  «Большевику» засчитано поражение за участие в матче подставного игрока; при этом в качестве счета матча учтен фактический результат[9].
3. ↑  В сборной не были представлены игроки «Динамо», отправившиеся к тому времени в турне по югу СССР.